# Ernst zu Leiningen

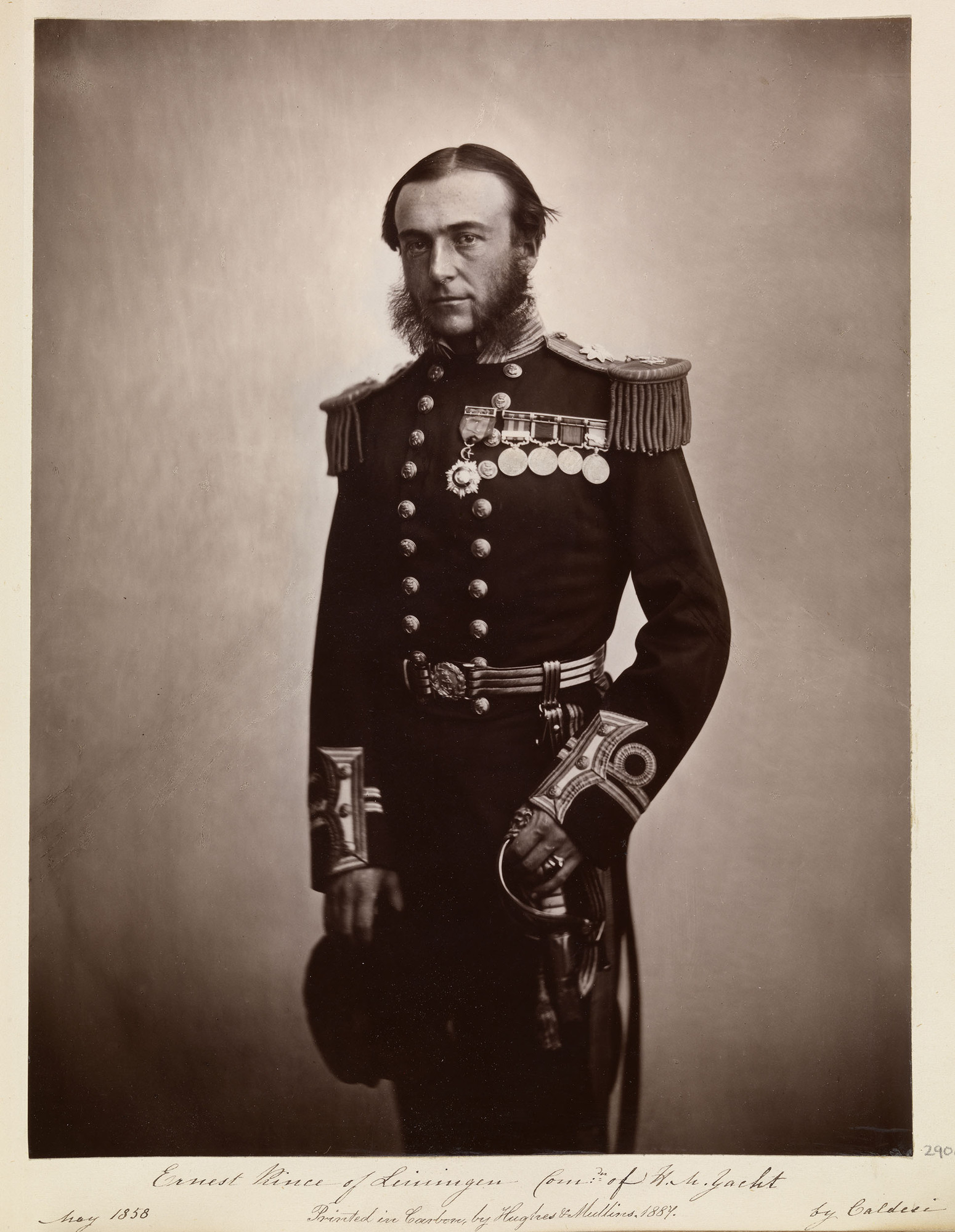
Ernst zu Leiningen

Ernst Leopold Victor Carl August Joseph Emich Fürst zu Leiningen (* 9. November 1830 in Amorbach; † 5. April 1904 ebenda) war vierter Fürst zu Leiningen und deutscher Standesherr. In der britischen Royal Navy erreichte er den Rang eines Admirals.

## Herkunft
Ernst zu Leiningen aus der Linie Leiningen-Dagsburg-Hartenburg war der Sohn des Fürsten Karl zu Leiningen und der Fürstin Maria, geborene Gräfin von Klebelsberg. Er gehörte der evangelischen Kirche an.

## Leben

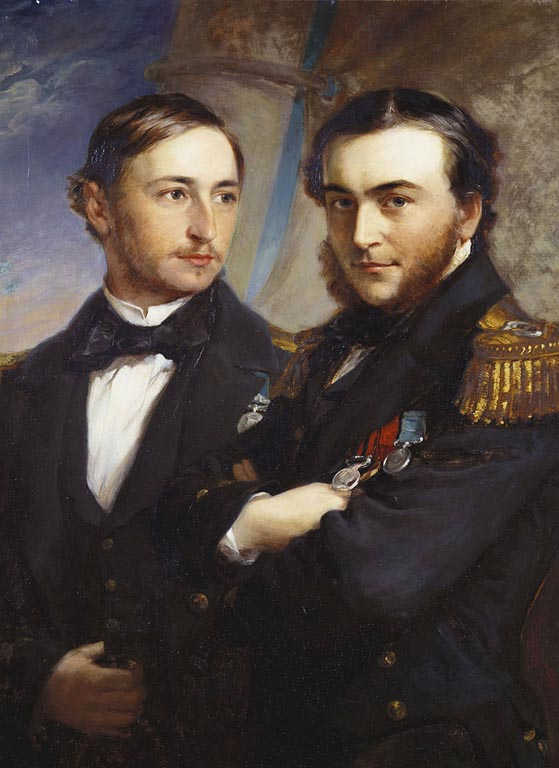
Ernst zu Leiningen (links) mit Prinz Viktor zu Hohenlohe-Langenburg

Ernst zu Leiningen, ein Neffe der Königin Victoria, verbrachte seine Kindheit am britischen Königshof. Später wurde er in Genf erzogen, und 1849 trat er als Kadett in die Marine des Vereinigten Königreichs ein. Er nahm 1852 an Einsätzen im Zweiten Anglo-Birmanischen Krieg sowie 1854 im Krimkrieg teil. 1855 folgten Fahrten in die Ostsee und ins Mittelmeer. Danach diente er längere Zeit als Kommandant der königlichen Yachten HMS Magicienne und HMY Victoria and Albert. 1881 erlangte er den Rang eines Vizeadmirals und 1887 den eines Admirals. 1895 nahm er seinen Abschied von der britischen Marine.
Als Gutsbesitzer in Unterfranken, Hessen und Baden gehörte Ernst zu Leiningen nach dem Tod seines Vaters 1856 dem Bayerischen Reichsrat, der Ersten Kammer der Landstände des Großherzogtums Hessen und der Ersten Kammer der Ständeversammlung des Großherzogtums Baden an. Es gelang dem Fürsten, die Standesherrschaft durch Sparsamkeit zu sanieren. Wo die Landwirtschaft im Odenwald unrentabel blieb, entstanden neue Waldgebiete. 1865 ließ Ernst zu Leiningen die Orgel der ehemaligen Abteikirche, der Hofkirche in Amorbach, durch die Gebrüder Stumm restaurieren. Er ließ Schloss Waldleiningen bis 1867 vollenden und umgab es nach englischem Vorbild mit einem Waldpark. Die unweit des Schlosses gelegene Gemeinde Neubrunn hatte schon sein Vater nach ihm in Ernsttal umbenennen lassen. 1893 begründete er als Institution für die historische Forschung das Fürstlich Leiningische Archiv und erließ 1897 ein neues Hausgesetz.
Ernst zu Leiningen sprach sieben europäische und mehrere orientalische Sprachen. 1863 lehnte er die ihm angebotene Königskrone von Griechenland ab. 1882 hätte er Chef der Admiralität der Kaiserlichen Marine werden können und 1890 Herzog von Lothringen. Alle diese Vorschläge erschienen ihm wegen vorgeblich fehlender Wirkungsmöglichkeiten nicht attraktiv.

## Familie
Am 11. September 1858 heiratete Ernst zu Leiningen in Karlsruhe Marie (* 20. November 1834; † 21. November 1899), die Tochter des badischen Großherzogs Leopold. Aus der Ehe gingen zwei Kinder hervor, eine Tochter und ein Sohn:
- Alberta (* 24. Dezember 1863 in Osborne House; † 30. August 1901 in Waldleiningen)
- Emich Eduard Carl, 5. Fürst zu Leiningen

## Orden und Ehrenzeichen
- 1855 Großkreuz des Sachsen-Ernestinischen Hausordens[7]
- 1858 Ritter des Hausordens der Treue[8]
- 1858 Großkreuz des Ordens vom Zähringer Löwen[9]
- 1863 Knight Commander des Order of the Bath (zivile Abteilung)[10]
- 1866 Knight Grand Cross des Order of the Bath (zivile Abteilung)[11]
- 1867 Großkreuz des Großherzoglich-Hessischen Ludwigsordens[12]
- 1870 Großkreuz des Dannebrogordens[13]
- 1871 Ritter I. Klasse des Roter Adlerorden[14]
- 1887 Knight Grand Cross des Order of the Bath (militärische Abteilung)[15][16][17][18]
- 1894 Großkreuz des Ordens der Württembergischen Krone[19]

## Belege und Anmerkungen
1. ↑  Fürstenfolge des Hauses Leiningen (Memento des Originals vom 23. September 2013 im Internet Archive)  Info: Der Archivlink wurde automatisch eingesetzt und noch nicht geprüft. Bitte prüfe Original- und Archivlink gemäß Anleitung und entferne dann diesen Hinweis. bei fuerst-leiningen.de
2. ↑  Haus Leiningen im Online Gotha von Paul Theroff
3. 1 2  William Loney RN
4. ↑  
London Gazette. Nr. 25721,  HMSO, London, 15. Juli 1887, S. 3852 (Digitalisat, englisch).
5. ↑  
London Gazette. Nr. 26679,  HMSO, London, 12. November 1895, S. 6099 (Digitalisat, englisch).
6. ↑  Sendung des SWR über die Orgelbauerfamilie Stumm (Memento des Originals vom 12. September 2012 im Webarchiv archive.today)  Info: Der Archivlink wurde automatisch eingesetzt und noch nicht geprüft. Bitte prüfe Original- und Archivlink gemäß Anleitung und entferne dann diesen Hinweis.
7. ↑  Herzogliche Sachsen-Ernestinischer Hausorden In: Staatshandbücher für das Herzogtum Sachsen-Coburg und Gotha. (1890),  S. 44 (Digitalisat)
8. ↑  Großherzogliche Orden. Hausorden der Treue. In: Hof- und Staats-Handbuch des Großherzogtum Baden. G. Braun, Karlsruhe 1858,  S. 34 (Digitalisat).
9. ↑  Großherzogliche Orden. Orden vom Zähringer Löwen. In: Hof- und Staats-Handbuch des Großherzogtum Baden. G. Braun, Karlsruhe 1858,  S. 49 (Digitalisat).
10. ↑  
London Gazette. Nr. 22761,  HMSO, London, 11. August 1863, S. 3995 (Digitalisat, englisch).
11. ↑  
London Gazette. Nr. 23064,  HMSO, London, 30. Januar 1866, S. 511 (Digitalisat, englisch).
12. ↑  Hof- und Staats-Handbuch des Großherzogtum Hessen (1879), "Großherzogliche Orden und Ehrenzeichen" S. 13
13. ↑  Kongelig Dansk Hof-og Statskalendar (1880) (in Danish), "De Kongelig Danske Ridderordener", S. 10
14. ↑  Königlich Preussische Ordensliste (1886), I, S. 35
15. ↑  Die Verleihung erfolgte zunächst irrtümlich nur ehrenhalber, wurde aber ca. drei Monate später zu einer vollwertigen zusätzlichen Ritterwürde korrigiert.
16. ↑  
London Gazette. Nr. 25717,  HMSO, London, 1. Juli 1887, S. 3561 (Digitalisat, englisch).
17. ↑  
London Gazette. Nr. 25742,  HMSO, London, 27 September 1887, S. 5263 (Digitalisat, englisch).
18. ↑  
London Gazette. Nr. 25745,  HMSO, London, 7. Oktober 1887, S. 5435 (Digitalisat, englisch).
19. ↑  Hof- und Staats-Handbuch des Königreich Württemberg (1907), "Königliche Orden" S. 45

| Personendaten    | Personendaten                                                     |
| ---------------- | ----------------------------------------------------------------- |
| NAME             | Leiningen, Ernst zu                                               |
| ALTERNATIVNAMEN  | Leiningen, Ernst Leopold Victor Carl August Joseph Emich Fürst zu |
| KURZBESCHREIBUNG | Fürst zu Leiningen, britischer Admiral                            |
| GEBURTSDATUM     | 9. November 1830                                                  |
| GEBURTSORT       | Amorbach                                                          |
| STERBEDATUM      | 5. April 1904                                                     |
| STERBEORT        | Amorbach                                                          |